# Landonia latidens
Landonia latidens es una especie de peces de la familia Characidae en el orden de los Characiformes, es la única especie del género Landonia.

## Morfología
Los machos pueden llegar alcanzar los 4,2 cm de longitud  total.

## Hábitat
Vive en zonas de clima tropical.

## Distribución geográfica
Se encuentran en Sudamérica: cuenca del río Vinces (Ecuador).